# (6642) Henze
Pour les articles homonymes, voir Henze.
(6642) Henze est un astéroïde de la ceinture principale.

## Description
(6642) Henze est un astéroïde de la ceinture principale. Il fut découvert le 26 octobre 1990 à Oohira par Takeshi Urata. Il présente une orbite caractérisée par un demi-grand axe de 3,16 UA, une excentricité de 0,25 et une inclinaison de 4,3° par rapport à l'écliptique.

## Compléments